# 세니자 마린코빅

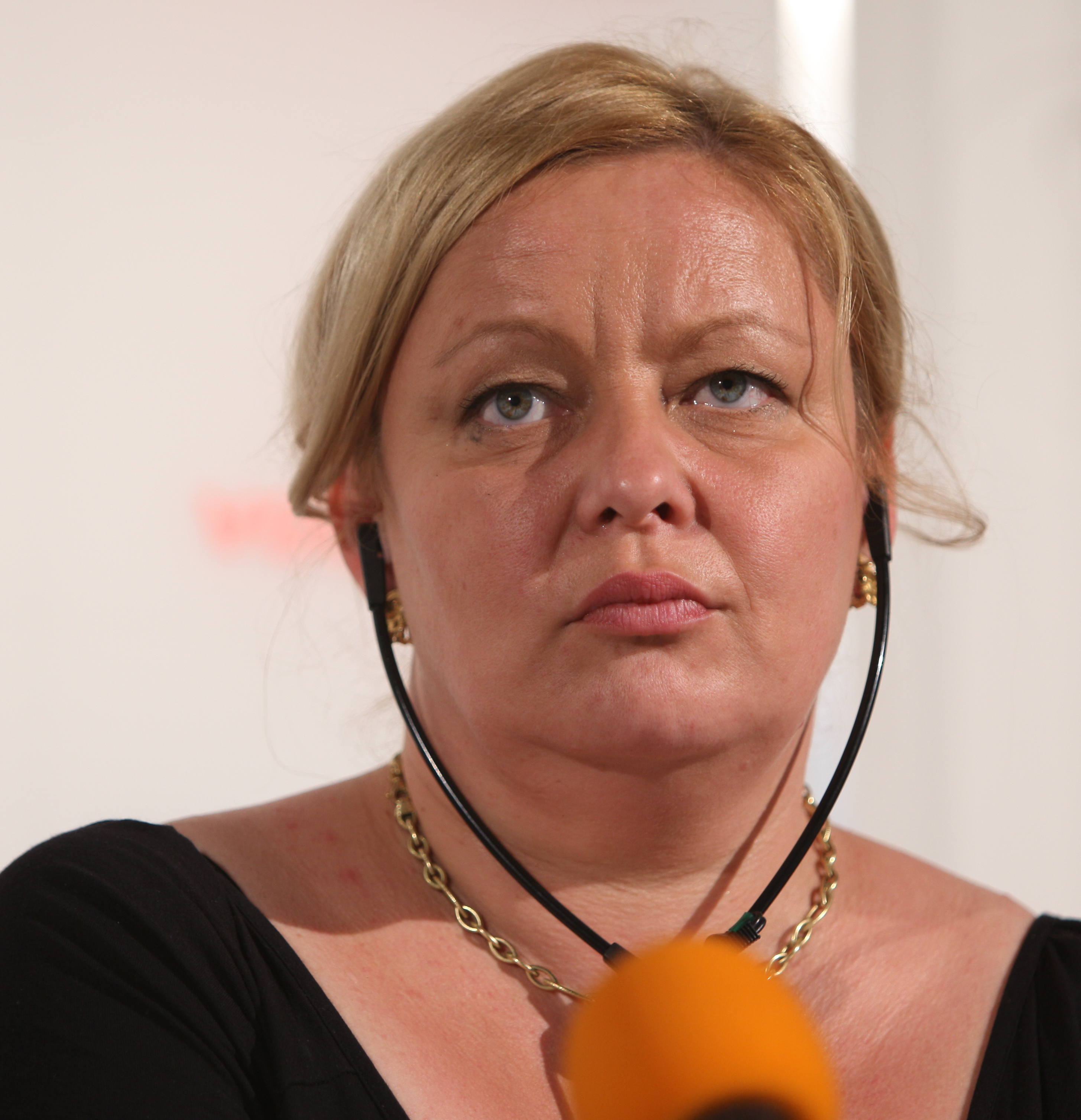

세니자 마린코빅(Ksenija Marinković, 1966년 4월 18일 ~ )은 크로아티아의 배우이다.
비로비티차에서 태어났다.

## 영화
- 라다 카멘스키 (2018년)
- 마티나: 위험한 정사 (2018년) - 엄마 역
- 미니스트리 오브 러브 (2016년)
- 더 콘스티튜션 (2016년)
- 어 굿 와이프 (2016년)
- 온 디 아더 사이드 (2016년)
- 인생은 나팔 (2015년)
- 프로젝션 (2013년)
- 룸 304 (2011년)
- 저스트 비트윈 어스 (2010년)
- 부적응자들 (2009년)
- 영광의 100분 (2004년)